# 莫子纯
莫子纯，(1159年—1215年）。字粹中，浙江余姚人，南宋政治人物、状元。

## 生平
生于今宁波余姚市（宋时属山阴）南城学弄至东朝街莫家弄。从小寄居仲父莫叔光家中。莫叔光官至吏部侍郎兼秘书监。莫子纯遂因莫叔光恩补官铨试。江东运司考试，获得第一名。庆元二年，参加在礼部举行的会试，获得第一名。殿试被诏免，莫子纯列为状元。
后经官方查核，因莫子纯参加会试前已有功名，担任过官职，遂状元被退充，（一说：得第二名，即榜眼）。签书平江军节度判官厅公事，终仕中书舍人。为官清正廉洁，受朝中朝外交赞。
时权臣韩侂胄把持朝政，莫子纯得罪权贵，被调离临安（首都），充任温州知州。不久，又降职作江州太平兴国宫提举。卒于任上，享年五十七岁。

## 遗址
莫子纯状元墓，今浙江慈溪市横河镇。